# Lars Grael

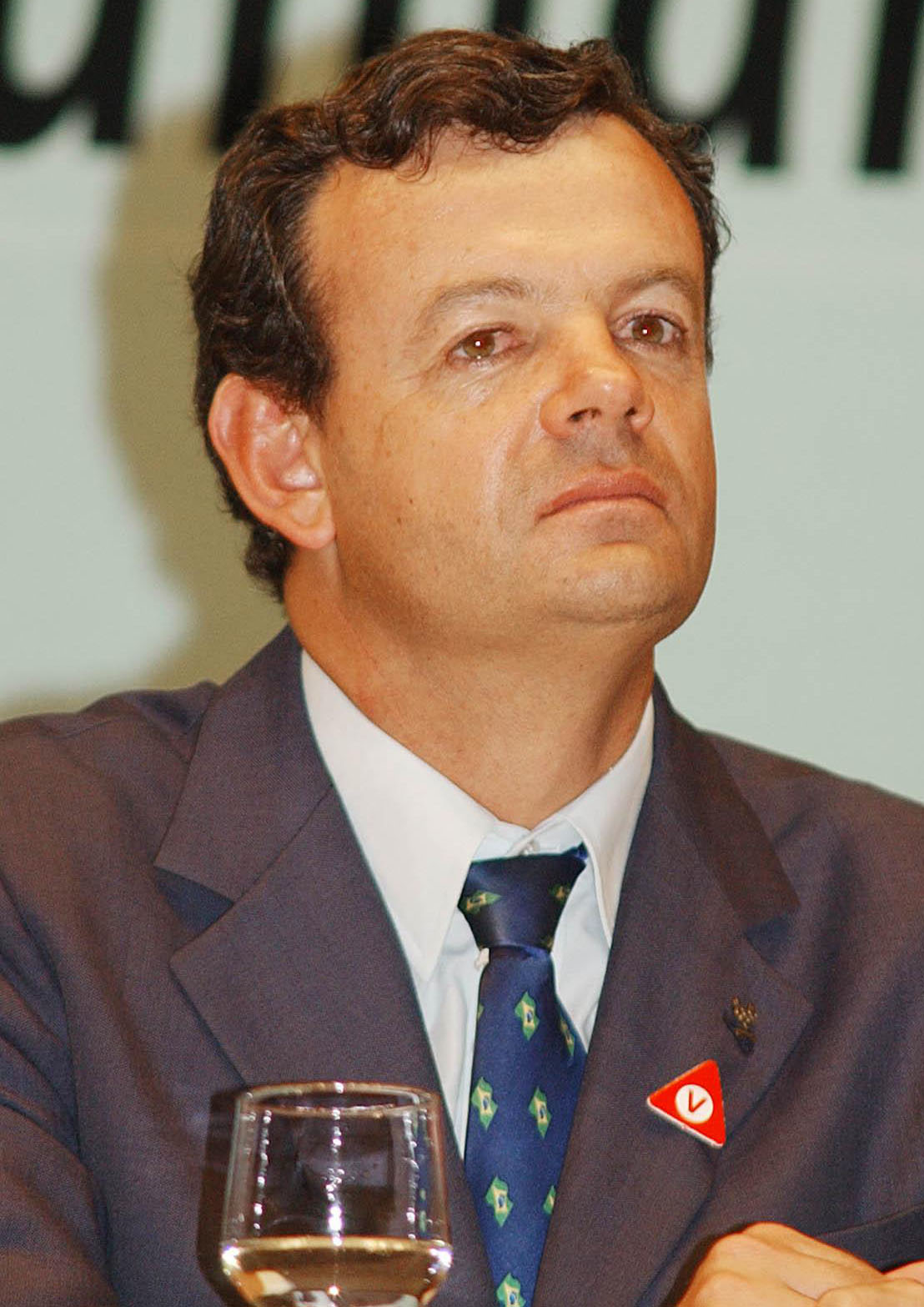
Lars Grael

Lars Grael, född den 9 februari 1964 i São Paulo, är en brasiliansk seglare.
Han tog OS-brons i tornado i samband med de olympiska seglingstävlingarna 1996 i Atlanta.